# Burza (powieść)
Burza. Ucieczka z Warszawy ’40 – powieść fantastycznonaukowa polskiego pisarza Macieja Parowskiego, wydana przez Narodowe Centrum Kultury w 2010 r. i inaugurująca serię Zwrotnice czasu. Historie alternatywne. Jest to jeden z nielicznych utworów literackich Parowskiego, który głównie znany jest ze swojej działalności jako redaktora, publicysty i krytyka.
Powieść przedstawia historię alternatywną, ukazując Warszawę w 1940 roku, gdzie po klęsce niemieckiej inwazji odbywa się międzynarodowa konferencja, na której pojawiają się liczne postacie historyczne, i równocześnie kręcony jest film o „alternatywnej” rzeczywistości, w której Polska tę wojnę przegrała.
Książka została w większości oceniona pozytywnie przez recenzentów i badaczy, którzy uznali ją za pozycję oryginalną i awangardową. Krytycy zwykle pozytywnie oceniali udane oddanie nastroju przedwojennej Warszawy, a także, wizję koncentrującą się nie na geopolityce czy wojnie, ale na wymiarze kultury i sztuki; znacząca część książki to krótkie scenki, zwykle dialogi pomiędzy licznymi postaciami historycznymi – w znaczącej części artystami. Pozycja doczekała się także kilku bardziej negatywnych opinii. Najczęstszym zarzutem jest nietypowa struktura powieści, w której dialogi i epizodyczne scenki dominują nad słabo zarysowaną akcją.

## Historia
Książka była inspirowana pomysłem, który Parowski usłyszał od „kolegi z podstawówki” (Zdzisława Bena Gałeckiego), a następnie rozwinął na szkic literacko-filmowy opublikowany w „Fantastyce” (11/1989), przedrukowany w antologii Co większe muchy (1992). Szkic ten z kolei Krzysztof Gawronkiewicz zaadaptował do krótkiego i nigdy nie dokończonego komiksu (Ucieczka z Warszawy '40, „Komiks”, 2/1993). W 2003 r. komiks został przedrukowany w antologii pt. Wrzesień i uznany za jeden z najlepszych w zbiorze. Jego najdłuższa wersja (21 stron) pojawiła się w albumie Krzesło w piekle (2015).
Powieść została wydana przez Narodowe Centrum Kultury w 2010 r. gdzie inaugurowała serię Zwrotnice czasu. Historie alternatywne. W 2013 r. ukazało się drugie wydanie nakładem wydawnictwa Zysk i S-ka. Okładkę do wydania NCK projektował Wojciech Siudmak, a do drugiego wydania (a także ilustracje w obydwu wydaniach), Krzysztof Gawronkiewicz. Tę ostatnią za udaną uznał Jerzy Szyłak, pisząc, że „połączenie rysunku Gawronkiewicza z fotografią warszawskiej ulicy z okresu, o którym mówi powieść [to] bardzo udany symbol [opisanego w powieści] przenikania się dwóch rzeczywistości”.

## Fabuła

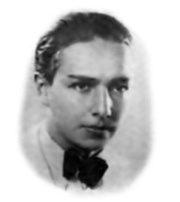
Antoni Szczęsny Godlewski („Antek Powstaniec”) – postać historyczna, jeden z głównych bohaterów powieści

Akcja powieści rozgrywa się w alternatywnej historii, w Warszawie w 1940. W tej rzeczywistości, tytułowa burza doprowadziła do załamania się niemieckiej inwazji na Polskę; po kilku miesiącach Niemcy skapitulowały, a Hitler został skazany na więzienie (na Wyspie Świętej Heleny) przez międzynarodowy trybunał. W Warszawie odbywa się międzynarodowa konferencja „Polityczne i wojskowe aspekty ostatniej wojny”; a powieść przedstawia przygody licznych bohaterów (w większości, postaci historycznych) tam przebywających. Jednym z głównych bohaterów powieści jest Antoni Szczęsny Godlewski („Antek Powstaniec”), który trafia to tego alternatywnego świata, przenosząc się tam z okresu powstania warszawskiego naszej rzeczywistości. Akcja powieści rozgrywa się m.in. wokół intryg radzieckiej agentury, która porywa jasnowidza Stefana Ossowieckiego i pisarza George’a Orwella, a także zmagań czarowników o losy historii (tu Ossowiecki walczy z hitlerowskim Karlem Wiligutem). W innym wątku powieści, Józef Lejtes, na podstawie scenariusza Witolda Gombrowicza i Stanisława Ignacego Witkiewicza, kręci komediowy film o „fikcyjnej” Warszawie pt. „Ucieczka z Warszawy ’40”, podbitej przez Niemców (z Marleną Dietrich i Ingrid Bergman w rolach głównych).

## Odbiór i analiza

### Odbiór
Książka doczekała się licznych recenzji i komentarzy. Była też obiektem dwóch dyskusji zamieszczonych w fanzinie Esensja w 2010 r.: w pierwszej wzięli udział Jacek Dukaj, Łukasz Orbitowski i Wit Szostak, a w drugiej Michał Cetnarowski, Michał Foerster i Radosław Wiśniewski. Szostak książkę uznał za „ważną” pozycję w polskiej fantastyce. Orbitowski opisał ją jako „sprawiającą wrażenie młodzieńczej powieści z wszelkimi wadami i zaletami takowej”, ale jednak pozycję, którą czyta się przyjemnie. Podobnie Dukaj zgodził się z oceną Orbitowskiego, pisząc, że „stary redaktor napisał powieść gorącokrwistego debiutanta”; książkę opisał jako „zwycięstwo na poziomie ducha”, pozycję którą czytał z radością, aczkolwiek uznał ją także za „niechlujną”.
Dla „Gazety Wyborczej” w 2010 r. powieść zrecenzował Wojciech Orliński, oceniając ją pozytywnie, jako „najlepszy utwór” gatunku historii alternatywnych. Dla „Newseeka” w tym samym czasie utwór zrecenzował Robert Ziębiński. Książkę ocenił pozytywnie jako „rewelacyjną”, najlepszą w dorobku autora, ponadprzeciętną w porównaniu do utworów o podobnej tematyce, a nawet niczym nie ustępującą arcydziełom światowej fantastyki.
W 2010 r. w „Czasie Fantastyki” książkę zrecenzowali Tadeusz A. Olszański i Michał Cetnarowski. Olszański uznał książkę za pozycję ważną dla polskiej literatury (nie tylko fantastyki), aczkolwiek zwrócił uwagę na szereg drobnych problemów (takich jak ahistoryczne błędy czy niekompletna sekcja Biogramów), które przypisał nadmiernie pośpiesznemu wydaniu („w dużej mierze zawinionego przez wydawcę [który chciał] mieć książkę na rozstrzygnięcie konkursu”). Centarowski książkę uznał za „niedoskonałą” jako literaturę, ale „płomienną i prawdziwą” jako „modlitwę”, bliższą pokoleniu Parowskiego (przedstawiająca jego koszmary, nadzieje i rozliczenia) i łatwiejszą im do zrozumienia niż dla młodszych pokoleń; w innym miejscu książkę opisał jako „literacko znaczącą”. Wiśniewski podobnie do Centarowskiego uznał książkę za ponadprzeciętną, stawiającą Parowskiego w rzędzie z autorami takimi jak Stanisław Lem, Jacek Dukaj, Szczepan Twardoch i Wit Szostak, których utwory zostały zauważone nie tylko przez krytyków fantastyki, ale i „głównonurtowych”.
Lech Jęczmyk zrecenzował książkę dla „Wiedzy i Życia” w 2010 r. Książkę uznał za „znakomitą”, zwracając uwagę na humor i zabawy literackie, a także udanie przedstawiony świat. Dla czasopisma „Czas Kultury” książkę w 2011 r. zrecenzował Krzysztof Głuch. Recenzent zauważył, że pomysły osadzenia akcji w okolicach września '39 i „zaludnianie kart powieściowych postaciami przedwojennej Polski” były ostatnio „mocno eksploatowany przez autorów”, ale Parowskiemu udało się stworzyć powieść jednak oryginalną, poprzez zaprojektowanie utworu, który nie jest zwykłą powieścią fabularną.
W 2011 r. Waldemar Gruszczyński w rozdziale pracy naukowej książkę opisał jako pozycję ciekawą, dopracowaną „w najmniejszych detalach”, z „niezaprzeczalnym walorem edukacyjnym” zwłaszcza dla młodego czytelnika, chwaląc autora za wykazanie „ogromnej wiedzy” o historii i literaturze. W konkluzji napisał, że „To książka, w której Sienkiewicz, Gombrowicz i Mickiewicz spierają się o rząd dusz czytelników. W tym sporze nie ma przegranych. Wszystko to czyni lekturę Parowskiego ważną nie tylko dla wielbicieli gatunku, lecz dla całej literatury polskiej, która m.in. dzięki takim książkom dostrzeże inne walory fantastyki, niż wyłącznie rozrywkowe”. Walory edukacyjne powieści dostrzegła także Magdalena Wąsowicz w swoim artykule naukowym.
W 2012 r. Piotr Gociek uznał tę powieść za „jedną z najlepszych książek ostatnich lat”. W tym samym roku Marcin Wolski określił ją jako kultową i inspirującą „cały nurt polskich historii alternatywnych” Podobnie opisał ją pięć lat później, jako pozycję „bardzo ważną dla rodzimego nurtu historii alternatywnych”, Łukasz Kucharczyk dla czasopisma „Fronda”.
W 2013 r. książkę zrecenzował Paweł Jaskulski dla portalu historia.org.pl. Recenzent za najlepsze strony powieści uznał „znakomity portret Warszawy”, „mieszanie bohaterów autentycznych z wykreowanymi” i „atrakcyjną forma powieści – wplatanie w regularną fabułę dokumentów historycznych, przemówień”, a za jej najsłabsze strony – „irytujący chwilami przepych” i „nieumotywowaną wielowątkowość” fabuły.
W 2021 r. Krzysztof Sokołowski (pisząc w magazynie „Nowy Napis”) ocenił, że jest to utwór wartościowy, oceniony przez krytyków fantastyki jako „błyskotliwy”, ale równocześnie niezrozumiały dla większości czytelników i krytyków. Według niego, fakt, że powieść „nie została bestsellerem, nie zebrała prestiżowych nagród i nie uczyniła autora literackim celebrytą” związana jest z tym, że „utwór został z góry zakwalifikowany do kategorii fantastyki naukowej, co automatycznie uczyniło z niego literackiego pariasa”, natomiast jego eksperymentalna forma uczyniła go równocześnie „niezrozumiałym” dla przeciętnego odbiorcy fantastyki. Podobnie Magdalena Wąsowicz zauważyła, że pozycja „na tyle odbiegała ona od dotychczas wydanych w Polsce historii alternatywnych, że część czytelników poczuła się rozczarowana”.
Książka doczekała się także kilku bardziej krytycznych recenzji. Dla fanzinu Esensja w 2010 r. powieść zrecenzował Michał Foerster. Recenzent mocno skrytykował utwór, pisząc, że „ciężko [go] określić inaczej, jak tylko jako wielką klapę”, w efekcie czego powstała książka będąca „nadętą, przyciężkawą i przede wszystkim nudną gadaniną bohaterów”, w której istnieje kilka ciekawych, ale niestety zmarginalizowanych wątków. Podobnie Tomasz Lisek krytycznie ocenił powieść dla portalu Poltergeist (polter.pl) w 2011, pisząc, że autor miał kilka intrygujących pomysłów, i dla nich jest to pozycja mimo wszystko warta przeczytania, ale słabo go zrealizował, krytykując przerost nudnych dialogów nad akcją, w efekcie czego powieść jest po prostu „nudna” i rozczarowuje z powodu niewykorzystanego potencjału.
Do liczby recenzji i opinii odniósł się specyficznie Cetnarowski, który zauważył, że „o Burzy rozmawia się, bo to «tekst Parowskiego», pierwszy po wielu latach i być może w ogóle dla niego najważniejszy”. Inni krytycy zwrócili uwagę na znaną w środowisku literackim i fantastycznym historię książki; Szostak opisał ja jako „fascynującą legendę” trzech dekad przemiany projektu z konspektu w komiks i, w końcu, w książkę. Podobnie Magdalena Wąsowicz zwróciła uwagę, że książka „wzbudziła zainteresowanie ze względu na to, że autor, bardzo znany i zasłużony w środowisku fanów fantastyki, przygotowywał ją ponad dwadzieścia sześć lat”.

### Analiza

#### Eksperymentalna struktura
Wielu krytyków odniosło się do nietypowej struktury powieści, w której dialogi i epizodyczne scenki dominują nad słabo zarysowaną akcją. Według Krzysztofa Głucha, książka jest fantastyką kulturową, „powieścią kawiarnianą”, którą porównuje do „Gry w klasy” Julia Cortázara. Mniej ważna jest główna akcja, czy „niedorzeczność cudownej interwencji” (tytułowej burzy), ważne jest, że „żyje wówczas to pokolenie, które miało pójść pod nóż historii”, a liczni historyczni bohaterowie mogli być pokazani w niezliczonych, krótkich, mniej lub bardziej epizodycznych opowieściach, tworząc „niemal powieściowy panel dyskusyjny”, który przypomina felietony.
Tadeusz A.Olszański klasyfikuje Burzę mniej jako „fantastyczno-realistyczną opowieść”, a bardziej jako eksperyment literacki, „śpiewogrę o cudzie, misteryjną i nierzeczywistą”, mającą elementy scenariusza czy „wizyjnego dramatu”, z ambicjami porównywalnymi z utworami Adama Mickiewicza (Dziady) czy Stanisława Wyspiańskiego (Noc Listopadowa), aczkolwiek nie dorównującą im „rangą artystyczną”, tylko ambicją tematu.
Cetnarowski podobnie uznał książkę za grę literaturą, a nie historią, mniej historię alternatywną a bardziej „postmodernistyczną układankę mnożącą nieprawdopodobieństwa i nawarstwiającą zbiegi okoliczności pod z góry założoną tezę”. Podobnie elementy postmodernizmu i problematyczne upraszczanie powieści do schematu historii alternatywnej zauważyli inni krytycy (za historię alternatywną nie uważa jej np. Sokołowski; podczas gdy dla Dukaja jest to „historia alternatywna bez dwóch zdań”). Cetnarowski ocenił książkę jako przynależną do „fantastyki problemowej”, pisząc że „skupia się mniej na akcji, a bardziej, ale w udany sposób, na publicystyce rozliczeniowej” i „wzbudzaniu kontrowersji”, ale skrytykował mieszankę dialogów i ich streszczeń (przy których „powieść zmienia się w szkic powieści przyszłej, dopiero czekającej na napisanie”); nieudane „zbalansowanie akcentów fabularnych” (nadmierne rozbudowanie pewnych wątków, czy raptowne zakończenie innych).
Według Orlińskiego, „tło przytłacza fabułę”, ale „najciekawsze w książce są właśnie wyobrażone dyskusje pisarzy i filozofów”, w czym widzi nawiązanie do „Wizji lokalnej” Stanisława Lema (który skądinąd także pojawia się w powieści Parowskiego, wygłaszając referat o tym, jak fantastyka lat 30. przepowiadała nadchodzący konflikt).
O strukturze książki dyskutowali Dukaj, Orbitowski i Szostak. Orbitowski zauważył, że utwór ma chaotyczną formę – nie może się zdecydować, czy ma być komiksem, scenariuszem filmowym, czy książką. Dukaj pochwalił koncentrację Parowskiego na „sztuce, literaturze, myśli, a nie taktyce bitew, uzbrojeniu czołgów, cudownych bombach, superagentach i mordobiciu”. Książkę pod względem formy uznał za podobną do filmu w konwencji mockumentu: „kamera przechodzi od rwanej dyskusji do dyskusji... wszystko wyłamane z kontekstu, niby „przypadkowe”. A w tle – niezniszczona przedwojenna Warszawa, bez nachalnych ekspozycji”. Dukaj skrytykował w książce „niechlujstwo – fabularne, stylistyczne, kompozycyjne”, pisząc, że „dwie trzecie Burzy to dopiero notatki, konspekty do powieści, listy anegdot, wersje brulionowe”, która porównał do „ciśnięcia [czytelnikowi] na talerze góry surowego mięsa”. Z tym nie zgodził się Szostak, według którego jest to przykład „bardzo nowocześnie napisanej” (mimo wieku autora) książki. W tym kontekście Orbitowski zgodził się z Szostakiem, że książka jest stosunkowo rzadkim w polskiej fantastyce eksperymentem literackim, a jej znaczenie dla polskiej fantastyki i literatury będzie widoczne po latach, gdy – albo jeśli – pojawią się kontynuatorzy zaprezentowanego w niej stylu Parowskiego.
Podobnie jak Orbitowski, liczne dalej istniejące elementy scenariusza filmowego i komiksu w powieści odnotował Sokołowski, który dostrzegł w książce liczne elementy postmodernizu, intertekstualności („gdy bohaterowie fikcji literackiej przemawiają fragmentami swych dzieł„”) i metatekstualności („gdy bohaterowie nawzajem komentują swe słowa, tworząc tym literackość powieści niemal w całości zamkniętej w dialogach i gdy umieszczeni zostają w sytuacjach fabularnych wybranych tak, by stawały się komentarzem do ich słów zderzonych z innymi słowami, sądów zderzonych z sądami”). Według Sokołowskiego, Parowski w książce „zaproponował nowy paradygmat fantastyki – takiej, która czuje się spadkobierczynią całości literatury, a co najmniej czuje się w mocy wybierać z niej to, co jej pasuje, zamiast trzymać się ślepo tropów ustalonych przed kilkudziesięciu laty”.
Mieszane elementy struktury wynikające z długiego i skomplikowanego procesu twórczego w powieści widzi też Waldemar Gruszczyński, pisząc, że w książce „nie otrzymujemy... dzieła o zwartej strukturze, wyraziście zarysowanej intrydze i bohaterach... Konstrukcyjnie przypomina to raczej patchwork zszyty z krótkich spotkań, rozmów, wydarzeń, impresji, inkrustowany historycznymi postaciami wstawionymi w zmienioną rzeczywistość”.
Konrad Walewski zasugerował, że niekompletność wątków i chaotyczne pojawianie się i znikanie postaci może być celowym zabiegiem autora, mającym na celu stworzenie „onirycznej, rapsodycznej struktury powieści”, podkreślającym kruchość i nierealność zaprezentowanej historii, w efekcie czego struktura „tworzy serię ekspresyjnie narysowanych szkiców, a nie spójną historię, przypominającą wariacje jazzowe z licznymi aluzjami do prawdziwych wydarzeń i wybitnych osób z tamtego okresu”, co służy satyrze i krytyce postaci historycznych, które ten sen zniszczyły w realnym świecie.
Mieszane opinie o strukturze miał Paweł Jaskulski, pozytywnie oceniając „atrakcyjną formę powieści – wplatanie w regularną fabułę dokumentów historycznych, przemówień”, ale negatywnie, „nieumotywowaną wielowątkowość” fabuły.
Michał Foerster bardzo negatywnie opisał strukturę, jako „nadętą, przyciężkawą i przede wszystkim nudną gadaninę bohaterów”; same dialogi Parowskiego ocenił jako po prostu nieudane (w odróżnieniu od twórczości Tomasza Manna czy Teodora Parnickiego), pisząc, że bohaterowie powieści „zwyczajnie ględzą... przez setki stron rozmawiają o niczym albo zabawiają się w przyciężkawe aluzje”, przez co bardziej interesujące wątki są mocno zmarginalizowane i nieraz niedomknięte. W efekcie, Foerster uważa, że „autorowi nie zabrakło pomysłu na alternatywną historię, ale zabrakło na powieść”, a swojego ciekawego pomysłu autor „nie potrafił przekuć w literaturę”; przez co „cała powieść sypie się w rękach, jest zbiorem poplątanych rozmów o rybach, Einsteinie, boksie, czy też o tolerancji wobec Żydów”. Podobnie strukturę negatywnie ocenił Tomasz Lisek, według którego pozbawia ona utwór głównego wątku czy emocjonującej fabuły i tworzący pozycję składającą się w większości z intertekstualnych dialogów, które nazwał „nudną, męczącą paplaniną”, w efekcie czego książka jest „garścią historycznych ciekawostek i aluzji”.

#### Inspiracje
Liczni krytycy zauważyli, że Burza jest mocno inspirowaną powieścią Philipa K. Dicka Człowiek z Wysokiego Zamku; sam Parowski w wywiadzie specyficznie opisał wątek filmu Lejtesa jako aluzję do fikcyjnej powieści Dicka Utyje szarańcza z tej książki. Podobnie stanowiąca tło powieści międzynarodowa konferencja jest odczytywana jako aluzja do niesławnej komunistycznej konferencji pt. Światowy Kongres Intelektualistów w Obronie Pokoju z 1948 r.
Parowski wymienił także inne liczne inspiracje, które posłużyły mu do stworzenia książki, poczynając od ogólnego pomysłu, by napisać książkę, która dzieje się w rzeczywistości, gdzie Polska wygrała kampanię wrześniową, który usłyszał od „kolegi z podstawówki” (Zdzisława Bena Gałeckiego) w 1983 r. Wtedy ten pomysł Parowski uznał za nierealistyczny z powodu cenzury, która nie pozwoliłaby go poważnie potraktować (poza drugim obiegiem, na który się nie zdecydował). Podobnie zauważył w swojej recenzji Orliński, pisząc także, że biorąc pod uwagę konspekt z lat 80., Burza to pierwszy polski utwór o alternatywnej historii kampanii wrześniowej. W 1989, w bardziej sprzyjających warunkach (politycznych), Parowski i Gałecki opublikowali, w Fantastyce, konspekt i szkic scenariusza filmowego, który po latach Parowski rozwinął w powieść.
Do innych inspiracji Parowski zaliczył Bombę Heisenberga Andrzeja Ziemiańskiego, a także rozmowy m.in. z Jackiem Dukajem, Lechem Jęczmykiem i Marcinem Wolskim.

#### Główne przesłanie
Sam Parowski, pisząc o utworze, podkreślił, że nie pisał go „ku pokrzepieniu polskich serc”, a raczej, by przybliżyć czytelnikom atmosferę przedwojennej Polski. Podobnie Parowski napisał, że w tej historii interesuje go nie to, „JAK doszło do zwycięstwa, ale CO ocalało” i co mogą zrobić w takim, lepszym, szczęśliwszym świecie ocaleni, a książkę opisał jako „karnawał podszyty niepokojem i metafizycznym spiskiem”, a także „lament za tym, co utracone”. Jako bułhakowski karnawał odczytał ją także Sokołowski.
Według Olszańskiego, głównym tematem powieści jest Polska; książkę tę traktuje on jako studium duszy narodu porównywalną do utworów Mickiewicza czy Wyspiańskiego, ale z użyciem motywu historii alternatywnej. W tym kontekście Orliński zwrócił uwagę na mocną, „bluźnierczą” scenę z komiksu, pierwowzoru powieści, na której „statyści z filmu Lejtesa [esesman, powstaniec i Żyd z getta], wciąż mający na sobie kostiumy... jadą rykszą na wieczorną wódkę”.
Marcin Zwierzchowski w recenzji dla portalu Poltergeist (polter.pl) uznał, że „Parowski, często uciekając się do groteski, przedstawia czytelnikowi świat nareszcie spełnionych marzeń o triumfie”. Według Pawła Jaskulskiego, książka „jest próbą zaprezentowania historii w nowoczesnych formach”, w efekcie czego „Parowski na papierze zrealizował marzenie milionów Polaków”. Magdalena Wąsowicz opisała ją jako „próbę przedstawienia świata, w którym tradycja II Rzeczpospolitej mogła przetrwać w nienaruszonym stanie [i] eksperyment myślowy mający na celu konfrontację polskich artystów i inteligentów z ich zachodnimi odpowiednikami”.

#### Optymizm
Kilku krytyków i recenzentów podkreśliło nietypowy dla polskiej fantastyki optymizm przedstawionej w powieści wizji. Dyskutanci jednego z paneli (Dukaj, Orbitowski, Szostak) omawiali optymistyczną wizję „wielkodusznej” Polski Parowskiego, która nie mści się na Niemcach, uznając ją jednak za mało realną. W tym kontekście także Dukaj skrytykował zbyt optymistyczną „wizję stosunków polsko-żydowskich”. W innej dyskusji, Centarowski także zauważył, że w odróżnieniu od utworów o podobnej tematyce (alternatywnej historii Polski), Burza należy do stosunkowo nielicznych utworów przedstawiających optymistyczną, a nie pesymistyczną, wizję historii. Gruszczyński napisał, że „siłą Burzy jest jej optymistyczny, by nie rzec radosny, ton opowieści”.
Foerster skrytykował przesłanie powieści o łatwości poprawy stosunków międzynarodowych, nazywając je „naiwnym” i pisząc, że w wizji Parowskiego „widać tam coś na kształt zgody między Polakami, Niemcami i Żydami”, ale autor „w żaden sposób nie tłumaczy, dlaczego wszyscy nagle tak się pokochali”; z tego powodu książkę opisał jako „przesłodzoną sielankę”.
Orliński przedstawioną wizję uznał za optymistyczną, będącą metaforą narodowego pojednania, w której dla prawie każdego bohatera sugerowany jest „happy end” i „pierwszą w polskiej fantastyce pochwalną alegorią III Rzeczypospolitej”, wyrywającą się ze „stereotypu martyrologiczno-powstańczego”. Odczyt powieści Orlińskiego jako „pochwałę III RP” skrytykował jako nietrafny w portalu Salon24.pl Paweł Rybicki, a za wcześniejszy utwór polskiej fantastyki z gatunku historii alternatywnej, bez wspomnianego stereotypu, uznał Bombę Heisenberga Andrzeja Ziemiańskiego. Samą książkę Parowskiego opisał jako „książka-legendę”, tworzoną przez 30 lat. Interpretację Orlińskiego skrytykował też Michał Foerster, oceniając ją jako „karkołomną metaforę”, a Gruszczyński określił analizę Orlińskiego jako „nieco na wyrost”. Wzbudziła ona także zastrzeżenia ze strony Dukaja, według którego analogia pomiędzy sytuacją z Burzy… a III Rzeczpospolitą nie jest pełna; ponieważ w powieści Parowskiego Polska jest krajem, który odniósł niekwestionowane zwycięstwo polityczne, militarne i duchowe, a w 1989 roku w Polsce nie przeprowadzono całkowitej lustracji i dekomunizacji. Z Orlińskim zgodził się „częściowo” Wit Szostak, według którego Parowski jest bardziej zwolennikiem „łagodnego przejścia przez wydarzenia dziejowe niż rozliczania” Podobnie Gruszczyński i Wąsowicz zwrócili uwagę, iż pomimo pewnych zastrzeżeń krytyków, „należy zauważyć... pewne podobieństwo pomiędzy rzeczywistością powieści a sytuacją polityczną, w jakiej powstawała” (czyli okres transformacji ustrojowej Polski). Gruszczyński zwraca uwagę, że „w symbolicznej scenie strażnik więzienny jedna się ze swym więźniem”, a Parowski przedstawia świat w którym „nie przyszedł czas na polskie piekło wzajemnych pretensji”.
Parowski, odnosząc się do głosów o optymizmie wizji i idealizacji Polski w książce, w tym ukazanych w nich stosunków polsko-żydowskich, opisał to jako zabieg celowy i, według niego, historycznie uzasadniony, argumentując, że wtedy ludzie byli po prostu lepsi, a dzisiejsze pesymistyczne wizje (w tym dyskurs o polskim antysemityzmie) są wynikiem niszczenia natury ludzkiej przez „dwa totalitaryzmy”. Podobnie widzi to Gruszczyński , pisząc, że „Polska z Burzy zdaje się być Polską niemożliwą. Właściwie bardziej ideą, niespełnionym snem, zamieszkanym wyłącznie przez bohaterów. Nie ma w tej krainie moralnych karłów, nie ma ludzi małych duchem. Jest to Polska, w którą autor wierzy, że być mogła, gdyby nie zatrzymała jej w pół kroku szaleńcza wizja Hitlera, a potem miażdżący uścisk Stalina”.

#### Mit kompensacyjny
Kilku krytyków odniosło się do związanego z historiami alternatywnymi pojęcia „mit kompensacyjny”, dotyczącego przedstawiania rzeczywistości, w której Polska wygrała II wojnę światową. Jacek Dukaj dostrzegł w powieści odejście od tego mitu i przedstawienie świata, w którym Polska i Polacy nie mają kompleksów, pisząc, że „Parowskiego... zupełnie nie obchodzi... małostkowe dowodzenie narodowej wyższości” w postaci „satysfakcji z odwrócenia sytuacji poniżenia”, widoczne w wielu podobnych utworach. Według Dukaja „Odwrócone losy II wojny światowej… to zawsze jest literatura kompensacyjna, zawieszona na narodowych kompleksach. U Parowskiego natomiast nie znajdziesz ani śladu tej nuty, ponieważ on żyje mentalnie w Polsce, która żadnych kompleksów nie ma, gdyż jest potęgą ducha”. Zgodził się z nim Wit Szostak, mówiąc, że dla Parowskiego „Polska jest wielka, nie trzeba niczego zmieniać”.
Sokołowski ocenił, że dla większości odbiorców powieść jest jednak odczytywana w uproszczony i według niego błędny sposób, jako „próba zaprzeczenia polskim porażkom autorstwa zdeklarowanego konserwatysty [dziadersa]”. I tak według Gruszczyńskiego jest to „literacki «odwet» Parowskiego”, w którym „otrzymujemy wreszcie dziejowe zadośćuczynienie za wszystkie klęski, za strzaskany mit II Rzeczypospolitej, za wielkość, o której jesteśmy przekonani, a której nie dane było nam po 1939 r. dowieść... Burza krzepi nasze serca nie tyle odwróceniem ról na bitewnych polach, ile ukazując naszą wielkość narodową”. Podobnie Wąsowicz uważa, że o ile Burza pokazuje „duchową siłę i potencjał intelektualny Polaków” zamiast tryumfów militarnych, to jednak opiera się także na motywie „mocarstwowej pozycji Polski”, który jest „swoistym sposobem na odreagowanie traumy II wojny światowej”.
Według Krzysztofa Głucha powieść zawiera „naiwny” mit kompensacyjny, który widzi on w kontekście rewanżu kulturowo-moralnego, w narzucaniu światu polskiego punktu widzenia – światowe elity intelektualne okazują się bardzo zainteresowane kulturą Polski, wręcz oddają „pokłony polskiej rzeczywistości... sympatyzując się z [Polską] aż do bólu”, a także w kontekście geopolitycznym krytykują zarówno wrogów Polski, jak i jej mało energetycznych sojuszników. Podobnie Głuch zauważył, że polscy bohaterowie są idealizowani, a „wszystko, również nasza słabość i naiwność, jest winą naszych wrogów”.
W tych kontekstach Ziębiński w utworze docenił fakt, że Parowski „uniknął łatwego patriotycznego optymizmu”, nie gloryfikując polskiej armii.

#### O bohaterach
Paweł Dunin-Wąsowicz w czasopiśmie „Lampa” w 2010 r. skrytykował jednak powieść za nadmierną koncentrację na realnych, historycznych postaciach, pisząc, że „alternatywna historia to właśnie taka, w której pierwsze skrzypce odegrają inne niż te, które w tej znanej nam się zapisały”
Głuch broni jednak użycia postaci historycznych, pisząc, że „Parowski w alternatywnej Polsce rekonstruuje spory kulturowe, którym nie pozwolono się wydarzyć w rzeczywistości. Takiego założenia nie można było zrealizować, posługując się fikcyjnymi postaciami”.
Postacie za udane uznał Paweł Jaskulski, który pochwalił pisarza za wyraziste sportretowanie historycznych postaci, posiadających unikalne maniery i styl, a których ukazanie jest dowodem na „ogromną wiedzę” autora, a prezentowane historyczne fakty są efektem jego „wytrwałych przygotowań”.
Foerster ocenił natłok bohaterów jako męczący, pisząc, że większość pojawia się tylko na chwilę, niczym się nie różni od innych i służy tylko stworzeniu aluzji („Kiedy poznajemy Wajdę, mowa jest o kanałach, jak pojawia się Orwell – to mamy zwierzęta, Hitchcock – ptaki”). Podobnie Szostak i Orbitowski nadmiar jednowymiarowych i słabo zarysowanych bohaterów, z których większość nie zapada w pamięć, uznali za nieudany aspekt powieści; Orbitowski porównał ten zabieg do „sfabularyzowania Wikipedii”. Dla odmiany, Cetnarowski pochwalił „rozmach książki", specyficznie tutaj zwracając uwagę na „zawrotną liczbę [historycznych] bohaterów pojawiających się w tekście”.
W kontekście licznych bohaterów historycznych, Olszański odniósł się do licznych, ukazanych w Burzy artystów, których w naszej rzeczywistości ukształtowała wojna, pytając, czy na pewno (jak w wizji Parowskiego) ci sami autorzy, a nie inni, byliby znaczący w świecie bez niej? Szostak podobnie uznał za rozczarowujący brak spekulacji o tym, co zaprezentowani w książce artyści mogliby uczynić innego, niż w rzeczywistości, w swoim przyszłym życiu; przy czym dyskutanci (Szostak, Orbitowski, Dukaj) zgodzili się, że byłoby to bardzo trudne i wyjątkowo ambitne do wykonania, być może nierealne, a na pewno o wiele trudniejsze od zwykłych w tym gatunku literackich spekulacji nt. alternatywnej geopolityki.
Krytycy (m.in. Foerster, Orbitowski, Dukaj, Gruszczyński) pozytywnie ocenili postać Antka Powstańca, który widzi alternatywną rzeczywistość powstania warszawskiego; dla niektórych jest to postać, której autor powinien poświęcić więcej miejsca.
Kilku krytyków (Cetnarowski, Głuch, Ziębiński) negatywnie oceniło idealizację bohaterów polskich (zwłaszcza postać Karola Wojtyły). Cetnarowski uznał to za wynikające ze stereotypowego przedstawienie narodowości w powieści. Według Walewskiego, w powieści widać zderzenie się dwóch wizji: sienkiewiczowskiej, która „idealizowała polskie cechy narodowe i zaprzeczała jakimkolwiek odpowiadającym im wadom”, oraz gombrowiczowskiej, która polemizowała i deprecjonowała sienkiewiczowskie „zakochanie się narodu we własnym pięknie” i powiązane mity narodowe, w tym polski kompleks niższości wobec Zachodu. Gruszczyński zauważa, że „rysuje nas Parowski biało-czerwoną kreską, wielkich i wspaniałych... Sienkiewiczowskie idee patriotycznego poświęcenia, wielkości i wzniosłości przepełniają tamtą, lepszą Polskę. W Burzy jesteśmy zwycięscy, rycerscy, wspaniałomyślni i wyrozumiali” i sugeruje celowość tego zabiegu, pisząc, że Parowski sam w tekście odnosi się, przynajmniej dwukrotnie, do konfliktu między podejściem sienkiewiczowskim a gombrowiczowskim. Podobnie Natalia Lemann zauważyła, że „Burza Parowskiego to jednak utwór wielowymiarowy: buduje obraz wielkiej Polski i równocześnie podaje go w wątpliwość”, wskazując, że „na trop podejrzliwej względem trybu historii «ku pokrzepieniu serc» naprowadza chociażby obraz «polskich obozów koncentracyjnych, w których trzymamy szczególnie wrednych Niemców»”.
Sam Parowski w wywiadzie odniósł się do stosunkowo nielicznych w powieści postaci kobiecych, co umotywował prawdą historyczną, mówiąc, że większość historycznie znanych postaci to mężczyźni, czego książka jest po prostu odbiciem.

#### Konstrukcja świata
Olszański zwrócił uwagę na, być może zamierzoną przez autora, nierealność pewnych wątków i wydarzeń, a także na liczne nawiązania do rzeczywistej historii, które jednak ukazują trudność stworzenia spójnego, fikcyjnego świata i zbalansowania go z rzeczywistą historią.
Niektórzy krytycy odnieśli się do pomysłu wpływu pogody na kampanię wrześniową. Foester ocenił go jako realistyczny, powołując się na opinię Normana Daviesa. Sokołowski z kolei zauważył, że ten pomysł wysunął już wcześniej Wiktor Suworow. Za mniej realistyczny uznał go Konrad Walewski. Według Gruszczyńskiego, użycie pogody – nadnaturalna ingerencja magii i „Opatrzności”, deus ex machina – jest jednym z elementów odróżniających Burzę od większości innych utworów z gatunku historii alternatywnej, gdzie przebieg wydarzeń zmienia się zwykle w wyniku działań ludzkich. Wąsowicz interpretuje to jako zamierzenie autora mające na celu stworzenie „powieści idei, a nie powieści polityczno-militarnej”.
Krytycy (m.in. Foerster, Orbitowski, Dukaj, Gruszczyński) pozytywnie ocenili też pomysł spirytyzmu (walki magów), który pojawił się powieści z inspiracji właśnie Dukaja; podobnie jak w przypadku postaci Antka sugerując, że wątek ten nie został wystarczająco w powieści jednak wykorzystany.
Dukaj uznał klimat zbudowanego świata za przekonujący i udany, a wizję Parowskiego uznał jako nietypowo mesjanistyczną – „niecierpiętniczą, prawie bezkrwawą, jasną, radosną, nieprzygniatającą i taką, cholera, no, niepolską”. Gruszczyński podobnie pisał, że w książce „Parowski zdecydował się na taką antymartyrologiczną fabułę, która rzadko się zdarza w polskiej literaturze, znacznie częściej rozpamiętującej klęski i cierpienia”.
Według Ziębińskiego, Parowski „napisał na nowo całą nowoczesną historię Polski” i, „koncentrując się na każdym ważnym dla naszej historii detalu, próbuje w możliwie najbardziej prawdopodobny sposób opisać konsekwencje naszego zwycięstwa – te zarówno lokalne jak globalne”. Pochwalił w większości udane „gry z rzeczywistością”, robiące „piorunujące wrażenie”.
Cetnarowski skrytykował obraz zwycięskiej Polski, oceniając go jako „mało realistyczny”, ale za udane uznał przedstawienie przedwojennej Warszawy. Podobnie Paweł Jaskulski za jedną z najlepszych cech powieści uznał „znakomity portret Warszawy”, krytykując jednak „irytujący chwilami przepych”. O obrazie Warszawy w powieści pisała Magdalena Wąsowicz, według której jest to „komentarz do współczesnego wizerunku stolicy”, a także „wyraz antykomunistycznych sentymentów” autora.
Przedstawiony w książce świat pozytywnie ocenił Lech Jęczmyk, który ocenił go jako „plastyczny, prawdziwy i naturalny”

#### Styl i język
Krzysztof Głuch ocenił język powieści jako prosty i przejrzysty, daleki od awangardy, co powiązał z doświadczeniem edytorskim Parowskiego i „latami upraszczania cudzych tekstów”. Olszański uznał pozycję za dobrze napisaną (z „przejrzystym językiem” aczkolwiek niekiedy może „zbyt współczesnym”). Cetnarowski skrytykował szereg elementów stylistycznych, takich jak niezbyt udane przemieszanie zdań w czasie teraźniejszym i przeszłym i słabą redakcję tekstu. Paweł Dunin-Wąsowicz napisał w kontekście Burzy, że „Parowski nie jest może wybitnym stylistą, ale nadrabia erudycją”. Orbitowski pochwalił „dynamikę” tekstu, widoczną mimo jej oparcia na dyskusji (pisząc tutaj, że „całe strony to dialogi historiozoficzne, przetworzona na prozę publicystyka”). Szostak zauważył, że w odróżnieniu od wielu awangardowych utworów jest jednak napisana czytelnie, będąc stosunkowo łatwą lekturą. Sokołowski książkę opisał jako „erudycyjną do nieczytelności”.

## Nagrody
Książka otrzymała wyróżnienie kapituły Nagrody im. Józefa Mackiewicza.